# Taufkirchen an der Pram
Taufkirchen an der Pram – gmina targowa w Austrii, w kraju związkowym Górna Austria, w powiecie Schärding. Liczy 2895 mieszkańców (1 stycznia 2015).

## Współpraca
Miejscowość partnerska:
- Spitz, Dolna Austria